# Acritus alluaudi
Acritus alluaudi är en skalbaggsart som beskrevs av Schmidt 1895. Acritus alluaudi ingår i släktet Acritus och familjen stumpbaggar. Inga underarter finns listade i Catalogue of Life.